# Peter Berner
Ernst Peter Berner (* 15. November 1924 in Karlsbad, Tschechoslowakei; † 17. November 2012 in Paris) war ein österreichischer Psychiater und Neurologe. Er war Professor für Psychiatrie und von 1971 bis 1991 Vorstand des Universitätsklinikums für Psychiatrie der Universität Wien.

## Leben
Peter Berner absolvierte ein Studium an der Universität Wien und begann 1951 eine Tätigkeit als Assistenzarzt an der Psychiatrisch-neurologischen Universitätsklinik Wien. 1959 wurde er Oberarzt. Von 1960 bis 1962 arbeitete er als Mental Health Adviser beim Hohen Flüchtlingskommissar der Vereinten Nationen in Genf und nahm in den folgenden Jahren an Missionen in Europa und Südamerika teil. 1966 habilitierte er sich und hatte anschließend eine Gastprofessur an der Universität Lausanne inne. Im August 1969 übernahm er nach dem Tod von Hans Hoff als stellvertretender Direktor die Leitung der Psychiatrisch-neurologischen Universitätsklinik, die er bis zu seiner Emeritierung 1991 ausübte. 1971 erfolgte seine Berufung zum Ordentlichen Professor für Psychiatrie und er wurde Vorstand des Universitätsklinikums. Er veröffentlichte über 200 Fachpublikationen.

## Wirken

### Klinikleitung
Unter der Leitung von Peter Berner kam es 1974 zur Aufteilung der bisherigen Psychiatrisch-neurologischen Universitätsklinik in eine Psychiatrische, eine Neurologische und eine Kinderneuropsychiatrische Klinik sowie in ein Institut für Tiefenpsychologie. In der Psychiatrischen Universitätsklinik wurden kleinere klinische Einheiten (Stationen mit maximal 20 Betten) mit für die damalige Zeit neuen und innovativen Therapieverfahren kombiniert. So war es möglich, über die Medikation und psychotherapeutische Gespräche hinaus unter anderem auch Ergotherapie, Physiotherapie und klinisch-psychologische Interventionen anzubieten, was damals nicht selbstverständlich war.

### Entwicklung der „Achsensyndrome“
Im wissenschaftlichen Bereich war die psychopathologische Grundlagenforschung sein großes Anliegen. Neben seinem 1965 erschienenen Buch „Das paranoische Syndrom“ entwickelte er eine syndromatologische Diagnostik („Achsensyndrome“), welche die affektiven, die schizophrenen und die organischen Psychosen umfasste. Seine Bemühungen um klar definierte Begriffe in der Psychopathologie und eine operationalisierte Diagnostik waren wesentliche Beiträge für spätere Entwicklungen, die heute die Grundlage moderner Forschung darstellen.

### Mitgliedschaften und Auszeichnungen
Peter Berner bekleidete zentrale Funktionen in führenden wissenschaftlichen Gesellschaften. So war er unter anderem Generalsekretär der World Psychiatric Association (1977 bis 1983), Vorstandsmitglied der Association of European Psychiatrists und Vizepräsident der Österreichischen Gesellschaft für Neurologie und Psychiatrie. Für seine Verdienste erhielt er hohe Auszeichnungen wie zum Beispiel das Ehrenzeichen für Verdienste um die Befreiung Österreichs (1978) oder die Ernennung zum Officier de la Légion d’Honneur (1981).
Peter Berner hat nicht nur die Psychiatrische Universitätsklinik durch zwei Jahrzehnte erfolgreich geleitet, sondern ihr auch zu einem anerkannten Platz in der internationalen Scientific Community verholfen.